# Ik ook van jou (film)
Ik ook van jou is een Nederlandse verfilming uit 2001 van de gelijknamige roman uit 1992 van Ronald Giphart. Deze speelfilm is geregisseerd door Ruud van Hemert. De hoofdrollen worden gespeeld door Angela Schijf, Antonie Kamerling en Beau van Erven Dorens. Het genre van de film is het romantische drama. De filmmuziek werd geschreven door het componistencollectief Normally Invisible. De titelsong werd gezongen door Sarina Kay en geschreven door Haro Slok en Henkjan Smits.

## Verhaal
Aankomend schrijver Erik is met zijn studievriend Fräser op vakantie in de Dordogne. Hij heeft net z'n eerste roman af, die gaat over zijn eerste grote liefde Reza. Met dit mysterieuze meisje had hij een bewogen relatie.
Tijdens deze vakantie ontmoeten Erik en Fräser twee meisjes, Nadine en Silke. Eddy valt op het Franse meisje Nadine en Erik voelt zich meteen aangetrokken tot Silke, een Duits-Oegandees meisje. Met Silke beleeft hij tijdens zijn vakantie enkele intieme momenten, en uiteindelijk heeft hij door dat hij haar meer dan alleen leuk vindt.
Tot vlak voordat Erik en Eddy op vakantie gingen, had Erik een (heftige) relatie met Reza. Erik is bezig een roman te schrijven over de liefde tussen Reza en hem (het boek Ik ook van jou), waarvan flarden terugkomen tussen de gebeurtenissen in de Dordogne door. Naast fragmenten uit het boek komen ook gedachten van Erik over Reza steeds terug. Wat er tijdens de vakantie gebeurt en de liefde tussen Reza en hem die Erik beschrijft, worden in het boek steeds afgewisseld.

## Rolverdeling
- Antonie Kamerling – Erik
- Angela Schijf – Reza
- Beau van Erven Dorens – Fräser
- Florence Kasumba – Silke
- Chanella Hodge - Stem van Silke
- Dorothée Capelluto – Nadine
- Anniek Pheifer – Liesbeth
- Leo Hogenboom – Eriks vader
- Guusje Westermann – Eriks moeder
- Tijn Docter – Eriks broer
- Arjan ten Broecke – Tom
- Cynthia de Graaff – Claire
- Antoinette Jelgersma – Reza's moeder
- Titus Muizelaar – Reza's vader
- Marieke de Kruijf – Patricia
- Domenico La Ferrara – Rocco
- Nathalie de Wit – Nathalie
- Alice Reys – Lizalotte

## Prijzen
Tijdens het 21e filmfestival in 2001 te Utrecht werd de film bekroond met de Grolsch filmprijs en de Gouden Filmprijs.